# Pseudonigrita arnaudi
Pseudonigrita arnaudi là một loài chim trong họ Ploceidae.